# Ziółkowo (województwo wielkopolskie)
Ziółkowo – wieś w Polsce położona w województwie wielkopolskim, w powiecie gostyńskim, w gminie Gostyń.
W okresie Wielkiego Księstwa Poznańskiego (1815-1848) miejscowość należała do wsi większych w ówczesnym pruskim powiecie Kröben (krobskim) w rejencji poznańskiej. Ziółkowo należało do okręgu gostyńskiego tego powiatu i stanowiło odrębny majątek, którego właścicielem była wówczas (1846) Mielęcka. Według spisu urzędowego z 1837 roku wieś liczyła 200 mieszkańców, którzy zamieszkiwali 26 dymów (domostw). W skład majątku Ziółkowo wchodził także folwark o nazwie Folwark (1 dom, 14 osób).
W latach 1975–1998 miejscowość należała administracyjnie do województwa leszczyńskiego.